# Jamie Chamberlain
Jamie Chamberlain (Kanada, Ontario, Sarnia, 1981. augusztus 2. –) jégkorongozó.

## Karrier
Komolyabb junior karrierjét az OHL-es Peterborough Petesben kezdte 1998–1999-ben. Ebben a csapatban 2002-ig játszott. Legjobb idényében 66 mérkőzésen 42 pontot szerzett. Az 1999-es NHL-drafton a Dallas Stars választotta ki a kilencedik kör 265. helyén. 2001–2002-ben játszott az OHL-es Peterborough Petes és a szintén OHL-es Kingston Frontenacsban. 2002–2003-ban az University of Western Ontarióban játszott és itt is maradt 2006-ig. A 2005–2006-os szezon felét már az ECHL-es Reading Royalsban töltötte. 2006 és 2012 között a Hannover Indiansban játszott. Ezzel a csapattal a német harmadik és második ligában szerepelt. 2012-ben visszavonult.

## Díjai
- CHL Top Prospect Gála: 1999
- CIS (OUA Nyugat) Második All-Star Csapat: 2005, 2006
- Német Oberliga Nord bajnok: 2009